# Palčje
Palčje je naselje u slovenskoj Općini Pivki. Palčje se nalazi u pokrajini Notranjskoj i statističkoj regiji Notranjsko-kraškoj. 

## Stanovništvo
Prema popisu stanovništva iz 2002. godine naselje je imalo 208 stanovnika.